# Karl Martell
Karl Martell – (Martell = hammeren) eller Charles Martell – (født 23. august 686 i Herstal, død 22. oktober 741 i Quierzy-sur-Oise) var rigshovmester og reelt konge over de tre frankiske kongedømmer. Han er især berømt for at vinde slaget ved Poitiers i 732, hvor han standsede en hær fra Umayyade-kalifatet ledet af guvernøren af al-Andalus. Med denne sejr satte han en stopper for videre spredning af kalifatet i Frankerriget.
Martell blev født i Herstal, beliggende i Vallonien i det nuværende Belgien, som en uægte søn af Pipin af Herstal og dennes konkubine Alpaida.
Selv om han først og fremmest huskes som lederen af den kristne hær, der vandt ved Poitiers og Tours, er Karl Martell i øvrigt en gigantisk personlighed i den tidlige middelalder. Han var en meget dygtig general, der anses som ophavsmand til det tunge kavaleri, grundlægger af det karolingiske imperium (der er opkaldt efter ham) og som en katalysator for feudalismen, der kom til at karakterisere samfundsindretningen over det meste af Europa i middelalderen.

## Konsolidering af magt
Karls far, Pipin af Herstal, døde i december 714. Han havde på opfordring af sin kone, Plektrude, indsat sin og Plektrudes sønnesøn, Teodobald som arving til hele riget. Teobalds far Grimoald døde nemlig tidligere på året i 714. Adelen modsatte sig dette, for Teodobald var kun en dreng på otte år. For at hindre Karl i at udnytte disse uenigheder til sin egen fordel sørgede Plektrude for at få Karl, der var den eneste overlevende af Pipins sønner, fængslet i Köln, der var blevet udpeget som hendes hovedstad. Dette forhindrede et oprør på hans vegne i Austrasien, men ikke i Neustrien.

### Borgerkrigen 715-718
Adelen i Neustrien udråbte i 715 Ragenfrid til rigshovmester på vegne af og tilsyneladende med støtte fra den unge konge, Dagobert III. Den unge konge var egentlig den virkelige indehaver af retten til at vælge en rigshovmester, men på denne tid havde merovingerdynastiet mistet det meste af magten.
Austrasierne kom ikke til at støtte en Plektrude og hendes umyndige barnebarn længe. Inden året var omme, var Karl Martell flygtet fra fængslet og udråbt til rigshovmester af adelen i den østlige del af Frankerriget. Neustrierne havde angrebet Austrasien, og adelen ventede på en stærk mand til at lede dem mod de invaderende landsmænd. Dagobert døde samme år, og neustrierne udråbte Chilperik II som konge uden støtte fra resten af det frankiske folk.
Chilperik og Ragenfrid førte sammen en hær ind i Austrasien i 716. Neustrierne allierede sig med en anden invasionsstyrke under frisernes konge Radboud og mødte Karl i et slag nær Köln, der stadig blev holdt af Plektrude. Karl havde ikke megen tid til at samle sine mænd eller forberede sig, og resultatet blev et nederlag, det eneste i hele hans liv. Chilperik og Ragenfrid sejrede, og Karl flygtede til bjergene i Eifel. Han flygtede fra slagmarken, så snart han indså, at han hverken havde tid eller mænd nok til at forberede slaget og dermed ingen chance for at vinde. Kongen og hans rigshovmester vendte sig herefter mod deres rivaler i Köln, som de belejrede og indtog. Chilperik og Ragenfrid modtog byens anerkendelse som konge og rigshovmester, og Plektrude overgav sig på vegne af Teodobald.
På dette tidspunktet vendte begivenhederne sig til Karls fordel. Han gjorde de nødvendige forberedelser og angreb den triumferende hær nær Malmedy, da den vendte tilbage til sin egen provins. I slaget ved Ambléve blev den tidligere sejrrige hær omringet og måtte trække sig tilbage. Herefter var Karl praktisk talt ubesejret til sin død. Det skal bemærkes, at efter at han havde sejret, lod han sin nevø og dennes bedstemor leve og behandlede dem med venlighed. Dette til trods for, at nevøen var blevet udråbt til arving i Karls sted, og at stedmoderen havde fængslet ham. At vise nåde mod tidligere rivaler var en stor sjældenhed i middelalderen.
I foråret 717 vendte Karl tilbage til Neustrien med en hær og fastslog sin overlegenhed med en sejr ved Vincy nær Cambrai. Han forfulgte kongen og rigshovmesteren, da de trak sig tilbage til Paris, før han vendte tilbage for at tage sig af Plektrude og Köln. Han indtog byen og spredte hendes tilhængere. Efter den succes udråbte han Klotar IV til konge i Austrasien i opposition til Chilperik og afsatte ærkebiskoppen Reims, Rigobert, og erstattede ham med Milo.
Efter at have underlagt sig hele Austrasien, marcherede han mod Radboud, som han trængte tilbage til Frisland. Han fremtvang til og med afståelsen af Vest-Frisien (det senere Nederland). Han sendte også sakserne tilbage over Weser og sikrede dermed sine rigers grænser, selvsagt i kongens navn.
Men Karl havde absolut magt, mere end nogen anden tidligere rigshovmester, selv om han ikke brød sig om titler. Det gjorde derimod hans søn, som til sidst spurgte paven "hvem bør være konge, han som har titlen, eller han som har magten?" Paven, som var meget afhængig af frankiske hære for at beholde sin uafhængighed fra langobardene og Østromerriget (den byzantinske kejser regnede sig fremdeles som den eneste legitime "romerske" kejser, og dermed som hersker over alle provinser i det antikke rige, hvad enten de anerkendte det eller ikke), erklærede "han som havde magten" og kronede dermed Pipin.
Adskillige tiår senere, i 800, blev Pipins søn, Karl den Store, kronet til kejser af paven og udvidede dermed yderligere "han som havde magten"-princippet ved at fjerne de byzantinske kejseres legitimitet på den italienske halvø (hvor de kun havde magten i Apulien og Calabrien) og i antikkens romerske Gallien, indbefattet de iberiske udposter, Karl den Store etablerede i Marca Hispanica på den anden side af Pyrenæerne, som i dag udgør Catalonien.
Den byzantinske kejser krævede autoritet over hele det gamle romerrige som den legitime "romerske" kejser, og efter loven kan dette godt have været sandt, men det var det ikke i realiteten. Hoveddelen af det Vestromerske rige var under karolingernes styre, den byzantinske kejser havde næsten ikke haft nogen autoritet i Vesten siden det 6. århundrede, selv om Karl den Store foretrak at undgå et åbent brud med Konstantinopel.
Det som skete, var fødslen af en institution, som var unik i historien: Det hellige romerske rige af den tyske nation. Voltaire latterliggjorde begrebet og sagde om det, at det var "hverken helligt, romersk, eller et rige". Men til trods for dette var det en enorm politisk magt på den tid, særlig under ludolfingerne og salierne og i mindre grad Hohenstauferne. Det varede til 1806, og selv om først hans barnebarn blev dets første kejser, blev "riget" stort set født under Karl Martells styre.
I 718 svarede Chilperik på Karls nye magt ved at alliere sig med Odo den Store, hertug af Aquitanien, som havde gjort sig uafhængig under borgerkrigen i 715, men blev igen besejret af Karl, Denne gang ved Soissons. Kongen trak sig tilbage sammen med sin allierede hertug til området syd for Loire og Ragenfrid tilbage til Angers. Snart døde Klotar IV og Odo opgav Chilperik. I bytte mod anerkendelse af sin kongeståus over alle frankerne overgav kongen sit kongedømme og rigshovmesterembedet over alle kongedømmerne til Karl.

### Krige i udlandet 718–732
De følgende år var fulde af stridigheder. Mellem 718 og 723 sikrede Karl sin magt gennem en række sejre. Han vandt loyalitet hos flere vigtige biskopper og abbeder (ved at donere land og penge til grundlæggelsen af klostre som Echternach), han underlagde sig Bayern og Alemannia, og han besejrede de hedenske saksere.
Efter at have forenet frankerne under sig, var Karl besluttet på at straffe sakserne, som havde invaderet Austrasien. Derfor lagde han i 718 deres land langs bredderne af Weser, Lippe, Ruhr og Teutoburgerskoven øde. Han blev dermed den første udefrakommende magt siden Varus'legioner i 9, som gik ind i skoven, og i modsætning til Rom besejrede han indbyggerne helt. I 719 tog Karl Vest-Frisien uden større modstand fra friserne, som tidligere havde været underlagt frankerne. Karl stolede ikke på hedningerne, men deres hersker, Aldegisel, accepterede kristendommen i sit rige og Willibrord, biskop af Utrecht, frisernes berømte apostel, rejste dertil for at konvertere dem på Karls ønske. Karl gjorde også meget for at støtte Winfrid, senere den hellige Bonifatius, tyskernes apostel.
Da Chilperik II døde året efter (720), udnævnte Karl Dagobert III's søn, Teoderik IV, som hans efterfølger. Han var fremdeles mindreårig og sad på tronen til 737. Karl udnævnte nu de konger, som han tjente under. Disse rois fainéants ("gør–ingenting–konge") var kun marionetter i hans hænder, og ved slutningen af sit styre tog han ikke engang besværet med at udnævne én.
Karl marcherede igen mod sakserne. Neustrierne gjorde da oprør under Ragenfrid, som havde fået lov at beholde området Anjou. De blev fuldstændigt besejret (724), men Ragenfrid måtte udlevere sine sønner som gidsler for at beholde sit område. Dette afsluttede borgerkrigene i Karls tid.
De næste seks år blev brugt til at sikre frankernes autoritet over de afhængige, germanske stammer. mellem 720 og 723 kæmpede Karl i Bayern, hvor agilolfinger–hertugene gradvis havde udviklet sig til at blive uafhængige herskere, senest i alliance med Liutprand langobarden. Han tvang alemanderne til at slutte sig til ham, og hertug Hugbert underlagde sig frankernes styre. I 725 og 728 gik han igen ind i Bayern, og båndene til ham som herre virkede stærke. I 730 marcherede han mod Lautfrid, hertug af Alemandia, som også var blevet uafhængig, og dræbte ham i kamp. Han fremtvang alemannisk kapitulation overfor frankisk overherredømme og udnævnede ikke nogen efterfølger for Lautfrid. Dermed var Sydtyskland igen en del af det frankiske kongedømme, sådan som Nordtyskland var blevet det i løbet af de første år af hans styre.
Hans eget rige var sikret inden 730, og Karl begyndte at forberede sig til det kommende stormløb i vest. I 721 havde emiren af Córdoba samlet en stærk hær fra Marokko, Jemen og Syrien for at erobre Aquitanien, det store hertugdømme i det sydvestlige Gallien, som nominelt var underlagt frankisk overherredømme, men i praksis var det næsten uafhængigt i hænderne på Odo den Store, siden merovingerkongerne havde mistet deres magt. De invaderende muslimer belejrede byen Toulouse, som da var Aquitaniens vigtigste by, og Odo drog straks af sted for at skaffe hjælp. Han kom tilbage tre måneder senere, netop før byen skulle til at overgive sig og besejrede den muslimske invasionsstyrke den 9. juni 721 i det, som nu er kendt som slaget ved Toulouse. Nederlaget var stort set resultatet af en klassisk flankemanøvre fra Odo. Da han først havde trukket sig tilbage, begyndte muslimerne at blive for selvsikre, og i stedet for at opretholde et stærkt ydre forsvar rundt om deres forskansning og fortsætte med at holde udkig, gjorde de ingen af delene. Dermed kunne Odo iværksætte et næsten fuldkomment overraskelsesangreb på belejringstyrken, da han kom tilbage. Han spredte modstanden i det første angreb og slagtede enheder, som hvilede sig, eller som trak sig tilbage uden våben eller beskyttelse.
Karl havde fulgt situationen på Den Iberiske Halvø siden Toulouse, overbevist om at muslimerne ville komme tilbage, og mens han sikrede sine egne områder, forberedte han sig også på krig mod umayyaderne. I forhold til tidsepoken havde Karl brugt en ekstremt kontroversiel metode ved at beholde en stående hær, én han kunne optræne til en kerne af veteraner, som han kunne lægge til de almindelige indkaldte soldater, som frankerne normalt brugte i krig. I den tidlige middelalder var tropperne kun til rådighed, efter at såningen var overstået og før indhøstingen. Karl mente, at han havde brug for en stående hær, én han kunne træne, for at stå imod muslimernes tunge kavaleri, som han ikke havde noget modstykke til på det tidspunkt. For at træne den typen infanteri som kunne modstå tungt kavaleri, havde Karl brug for dem året rundt, og han måtte være i stand til at betale dem, sådan at deres familier kunne købe den mad, de ellers ville have dyrket. For at skaffe disse penge tog han områder og ejendomme fra kirken og brugte dem til at finansiere sine soldater. Den samme Karl, som havde sikret sig kirkelig støtte ved at donere land, tog det tilbage mellem 724 og 732. Kirken var rasende, og en tid så det ud, som om Karl til og med skulle bandlyses for sine handlinger. Men så kom en stor invasion...

### Før Poitiers
Det er blevet sagt, at Karl Martell kunne have fortsat sine krige med sakserne, men han var fast besluttet på at forberede sig til det, han troede var en større fare. I stedet for at koncentrere sig om sine erobringer i øst, forberedte han sig på den store storm, som samlede sig i vest. Fuldstændigt bevidst om den fare, som muslimerne udgjorde efter slaget ved Toulouse i 721, brugte han årene før til at konsolidere sin magt og samle og træne en hær af veteraner, som skulle stå klar til at forsvare selve kristendommen (ved Tours).
Det er også vigtigt at bemærke, at muslimerne på det tidspunkt ikke var klar over frankernes virkelige styrke, eller det faktum, at de opbyggede en virkelig hær, ikke de typiske barbariske horder, som havde præget Europa efter Roms fald. De regnede de germanske stammer, og dermed også frankerne, for enfoldige barbarer og var ikke særlig bekymret for dem. De arabiske krøniker viser, at de først var bevidste om frankernes voksende militære magt efter slaget ved Tours, da kalifferne udtrykte chok over hærens katastrofale nederlag. Videre havde muslimerne ikke foretaget den sædvanlige overvågning af potentielle fjender, for hvis de havde gjort det, ville de garanteret have lagt mærke til Karl Martell som en kraft, man måtte regne med ud fra hans bedrifter. Martells totale dominans i Europa efter 717 og hans fuldstændige sejr over alle magter, som bestred hans herredømme, burde have advaret maurerne om, at ikke bare var en virkelig magt på vej op fra asken efter Vestromerriget, men også om, at en virkelig begavet general ledede den. Da de iværksatte deres store invasion i 732, var de ikke forberedt på at møde Martell og hans frankiske armé. Set i bagklogskabens lys var dette en katastrofal fejltagelse. Emir Abdul Rahman Al Ghafiqi var en dygtig general og burde have gjort to ting, han ikke fik gjort. Han regnede med, at frankerne ikke ville komme deres aquitanske fætre til undsætning og fejlbedømte dermed deres styrke før invasionen. Han fik heller ikke klarhed over Karl Martells og den frankiske armés bevægelser. Hvis han havde gjort nogen af disse dele, ville han have ladet sit lette kavaleri drage hærgende gennem det sydlige Gallien og var marcheret direkte mod frankerne med fuld styrke. Dette ville ikke have givet Karl Martell mulighed for at vælge tid og sted for, hvor de to styrker skulle støde sammen, hvad der skulle blive afgørende for hans sejr.

## Slaget ved Poitiers

### Optakt og vigtighed
Emiratet i Córdoba havde tidligere invaderet Gallien og var blevet standset i dets fremdrift nordover i slaget ved Toulouse i 721. Helten i den mindre berømte hændelse var Odo den Store, hertugen af Aquitanien, som ikke blev forgænger til konger eller beskytter af krønikeforfattere. Det er tidligere blevet forklaret, hvordan Odo besejrede de invaderende muslimer, men da de vendte tilbage, var situationen ændret. I mellemtiden var der kommet en ny emir af Cordóba, Abdul Rahman Al Ghafiqi, som tog en stor styrke arabiske og berberiske ryttere med sig og igangsatte en langt større invasion. Denne gang var de muslimske ryttere klar for kamp, og resultatet blev forfærdeligt for indbyggerne i Aquitanien. Odo, helten fra Toulouse, blev besejret under den muslimske invasion i 732 i slaget ved Garonne, hvor de vestlige krønikeforfatterne siger "Gud alene kender antallet af dræbte", og trak sig tilbage til Karl i søgen efter hjælp. Dermed forsvandt Odo ud af historien, og Karl marcherede ind i den.
Slaget ved Poitiers gav Karl tilnavnet "Martell" ("Hammeren") for den nådesløse måde, på hvilken han hamrede løs på sine fjender. Blandt mange historikere tror den store militærhistoriker sir Edward Creasy, at hvis Karls plan var mislykkedes ved Tours, ville islam være rullet hen over Gallien og måske resten af det vestlige, kristne Europa. Hvis Martell var faldet ved Poitiers, eksisterede der ingen magt, der kunne have forhindret muslimerne i at erobre fra Rom til Rhinen og til og med England. Blandt andre respekterede historikere, som er enige i Creasys tro på, at dette slag var livsvigtigt for at standse den muslimske ekspansion ind i Europa, finder man William Watson, og Gibbon tror, at kristendommens skæbne var afhængig af dette slag. Denne opfattelse var meget populær, men den blev umoderne i det 20. århundrede. Nogle historikere som Bernhard Lewis hævder, at araberne ikke havde intentioner om at okkupere det nordlige Frankrig. Denne mening er senere blevet umoderne, og historikere regner nu slaget ved Poitiers for en meget afgørende hændelse i Europas og kristendommens historie.

### Slaget
Slaget ved Poitiers fandt antagelig sted mellem Tours og Poitiers (deraf dets andet navn: slaget ved Tours). Den frankiske armé under Karl Martell bestod hovedsagelig af infanteriveteraner og havde en styrke på et sted mellem 15.000 og 75.000 mand. Som svar på den muslimske invasion undgik frankerne de gamle, romerske veje i håb om at overraske invasionshæren. Martell troede, at det var absolut afgørende, at han ikke bare tog muslimerne med overraskelse, men at han fik lejlighed til at vælge slagmarken. Den burde ideelt set være en høj slette med træer, hvor de muslimske ryttere, der allerede var trætte af at bære rustning, ville blive endnu mere udmattede ved at angribe opad. Videre ville skovene hjælpe frankerne i deres defensive firkant ved delvist at bryde de muslimske rytteres mulighed for at angribe direkte fremad.
Fra de muslimske beretninger om slaget ser vi, at de virkelig var overrasket over at finde en stor styrke, som kom i vejen for dem, da de forventede at plyndre Tours, og de ventede i seks dage, spejdede efter fjenden og samlede alle deres plyndringsstyrker, sådan at de var ved fuld styrke før slaget. Emir Abdul Rahman var en dygtig general, der overhovedet ikke kunne lide det uventede, og han brød sig heller ikke om at skulle angribe opad mod en fjende i ukendt antal. Frankerne virkede desuden godt disciplinerede, de var mere vant til kulden, var bedre udrustet mod den, og de var forberedt på at vente så længe, som det var nødvendigt, til trods for at de ikke havde telte som muslimerne. Efteråret var i færd med at blive koldere.
På den syvende dag angreb den muslimske hær, som bestod af mellem 60.000 og 400.000 ryttere ledet af Abdul Rahman Al Ghafiqi. I løbet af slaget besejrede frankerne den muslimske hær, og emiren blev dræbt. Mens vestlige beretninger er overfladiske, er de arabiske beretninger temmelig detaljerede i beskrivelsen af, hvordan frankerne dannede en stor firkant og udkæmpede et strålende, defensivt slag. Rahman tvivlede før slaget på, at hans mænd var klar til sådan en kamp, og de burde have efterladt byttet, som sinkede dem, men i stedet bestemte han sig for at stole på sine ryttere, som aldrig havde svigtet ham. Det var en almindelig antagelse på den tid, at det var umuligt for infanteri at modstå kavaleri i rustning.
Det lykkedes Martell at inspirere sine mænd til at stå fast mod en styrke, som må have set uovervindelig ud for dem: store ryttere med ringbrynjer, som oven i købet talmæssigt var klart overlegne i forhold til frankerne. I et af de sjældne tilfælde, hvor middelalderligt infanteri stod over for kavaleriangreb, holdt de frankiske soldater stand, selvom det arabiske kavaleri flere gange brød ind i det indre af den frankiske firkant ifølge arabiske kilder. Men til trods for dette brød frankerne ikke sammen, og det udtrykkes antagelig bedst gennem en oversættelse af en arabisk beretning fra slaget (refereret i Medieval Source Book): "Og i slagets chok virkede mændene fra nord som en sø, der ikke kan flyttes. Fast stod de, den ene ved siden af den anden, med en form som mindede om en isblok, og med kraftige slag med sværdene slog de araberne ned. Trukket sammen som en bande rundt om deres høvding bar austrasierne alle foran sig. Deres utrættelige hænder drev deres sværd ned i fjendens bryst."
Beretningene er enige om, at de muslimer som trængte ind i firkanten, forsøgte at dræbe Martell, hvis livvagt havde omringet ham. Ringen blev ikke brudt, og slaget var stadig på vippen, da et trick, som Karl havde planlagt før slaget, bar frugt på en måde, han ikke i sin vildeste fantasi havde forestillet sig. Både de vestlige og muslimske beretninger er enige om, at under de hårdeste kampe begyndte spejdere, som Martell havde sendt til den muslimske lejr, at slippe fanger fri. I frygt for at miste deres bytte opgav en stor del af den muslimske hær slaget og vendte tilbage til lejren for at beskytte byttet. I et forsøg på at stoppe det, der så ud som en tilbagetrækning, blev Abdul Rahman omringet og dræbt af frankerne. Det, der begyndte som en omdisponering af styrker, udviklede sig til at blive en virkelig retræte, da den muslimske hær trak sig tilbage fra slagmarken den dag. Frankerne genindtog deres stillinger og hvilede dér om natten i den tro, at slaget ville fortsætte ved daggry næste morgen.
Da muslimerne ikke dukkede op til kamp dagen efter, frygtede frankerne et baghold. Karl troede først, at muslimerne forsøgte at få ham ned fra højden og ud på åben mark, en taktik han ville undgå for enhver pris. Ifølge begge beretninger var den muslimske lejr blevet forladt i hastværk, men det var først efter betydelig rekognoscering, som frankiske soldater foretog af den muslimske lejr, at det blev opdaget, at muslimerne havde trukket sig tilbage i løbet af natten. Teltene stod stadig i lejren, da de muslimske styrker satte kursen mod Iberien med det, de kunne bære af byttet.
Senere afslørede de arabiske krøniker, at de forskellige generaler fra de enkelte dele af kalifatet, berbere, arabere, persere og mange flere, ikke kunne enes om en ny leder efter Abdul Rahman. De kunne til og med ikke at blive enige om, hvem der skulle lede dem i kamp. Kun emiren havde en fatwa fra kaliffen og dermed den absolutte autoritet over de troende soldater. Hæren var hentet fra hele kalifatet og var kompliceret sat sammen af forskellige nationaliteter, og der var forudindtagethed i forhold til politik, race og etnicitet. Personlighederne i hæren trak sig tilbage ved emirens død. Hæren kunne antagelig stadig have besejret frankerne, men manglede én til at lede sig.
Martells blik for at få Abul Rahman dræbt, da han kunne, i forbindelse med en tilbagetrækning, han nøje havde planlagt til at skabe forvirring på slagets højdepunkt, kombineret med årevis af hård træning af mændene for at udføre det, som blev anset for at være umulig, har givet Martell en unik plads i historien som Europas redningsmand og en brillant general i en tidsepoke, som ikke er kendt for dens generaler. Martells frankere, næsten hele infanteriet uden rustning, holdt stand mod ryttere med brynjer uden hjælp fra buer eller skydevåben, en dåd, som næsten mangler sidestykke i middelalderens historie.

## Efter Poitiers
I det efterfølgende tiår ledede Karl den frankiske hær mod hertugdømmerne Bayern og Alemannien i øst og Aquitanien og Provence i syd. Han tog sig af den bestående konflikt med friserne og sakserne i nordøst med delvis succes, men det var hans barnebarn, Karl den Store, som erobrede saksernes land fuldstændigt og førte dem ind i det frankiske rige, hovedsagelig fordi Martell prioriterede at kæmpe imod den muslimske ekspansion.
I stedet for at koncentrere sig om erobringer mod øst, fortsatte han ekspansionen af frankisk autoritet i vest og nægtede emiratet i Cordoba et fodfæste i Europa nord for Pyrenæerne. Efter sin sejr ved Poitiers fortsatte Martell med at fordrive muslimske hære fra baser i Gallien ved felttog i 736 og 737, da de igen forsøgte at få et fodfæste i Europa udenfor al-Andalus.

### Krige 732–737
I årene mellem hans sejr i 732 og 735 reorganiserede Karl kongedømmet Burgund. Han erstattede greverne og hertugerne med sine loyale tilhængere og styrkede dermed sit greb om magten. Han blev tvunget til at invadere Frisland igen i 734 på grund af Radboud, frisernes hertug (719–734), der var søn af hertug Aldigisel. Han havde accepteret de kristne missionærer Willibrord og Bonifacius, men da han derefter udviste dem, dræbte Karl ham i et slag og kuede befolkningen (han ødelagde alle hedenske templer), sådan at friserne var fredelige de næste tyve år.
Dynamikken ændrede sig i 735 på grund af Odo den Stores død. Han var blevet tvunget til at anerkende Karls overherredømme i 719, ganske vist med forbehold. Selv om Karl ønskede at lægge hertugdømmet direkte under sig, og til trods for at han rejste derned for at skaffe sig Aquitanernes loyalitet, udråbte adelen Odos søn, Hunold, til ny hertug. Karl anerkendte hertugen, da araberne invaderede Provence året efter, og hertugen var på samme måde tvunget til at anerkende Karl som sin overherre, da han ikke havde håb om at kunne stå standse muslimerne alene.
Den arabiske søinvasion var ledet af Abdul Rahmans søn. Den landede i Narbonne i 736 og hæren indtog også Arles. Karl lagde konflikten med Hunold midlertidig til side og drog ned til muslimernes befæstninger i Provence. I 736 generobrede han Monfrin og Avignon, og med hjælp fra Liutprand, langobardenes konge indtog han Arles og Aix-en-Provence. Nimes, Agde og Béziers, som muslimerne havde holdt siden 725, blev ligeledes erobret og deres befæstninger ødelagt. Han knuste en muslimsk armé ved Arles og besejrede en mægtig hær uden for Narbonne ved floden Berre, men opnåede ikke at indtage byen.
Militærhistorikere tror dog, at han kunne have taget den, hvis han havde valgt at bruge alle sine resurser på at gøre det, men han troede, at hans liv nærmede sig slutningen, og han havde meget at gøre med at forberede sine sønners overtagelse af det frankiske rige. Han lod derfor Narbonne forblive isoleret og omringet, indtil hans søn vendte tilbage for at befri den. Han lykkedes derimod med at rense Provence for dets fremmede besættere, og han knuste alle fremmede arméer, som var i stand til at sprede Islam videre.
Det var Karls brug af tungt kavaleri med stigbøjler til støtte for sin falanks, der var specielt ved disse felttog. Dette var første gang, han brugte dette. Hans evne til at koordinere styrker af infanteri- og kavaleriveteraner var uden sidestykke i samtiden, og det gjorde det muligt for ham bekæmpe invasionsstyrker, som var meget større end hans egne og besejre dem grundigt gang på gang. Nogle historikere mener, at Narbonne var en lige så vigtig sejr for kristendommens Europa som Poitiers. I sin bog, Barbarians, Marauders, and Infidels, fremlægger Antonio Santosuosso, der er professor emeritus i historie ved University of Western Ontario og som regnes for ekspert i denne epoke, en interessant mening om Martell, Poitiers og de efterfølgende felttog mod Rahmans søn i 736–737. Santosuosso siger, at disse sene sejre over invaderende, muslimske hære var mindst lige så vigtige som Poitiers i forsvaret af vestlig kristendom og til beskyttelse af klostrene, som var de centre for lærdom, der til slut førte Europa ud af den mørke middelalder. Efter at have studeret arabiske fortællinger fra perioden argumenterer han også for, at disse hære tydeligvis var invasionsarméer, sendt af kalifen ikke bare for at hævne Poitiers, men for at erobre det kristne Europa og føre det ind i kalifatet.
I modsætning til sin far ved Poitiers vidste Rahmans søn i 736–737, at frankerne var en reel magtfaktor, og at Martell personlig var en styrke, de måtte regne med. Han havde ikke i sinde at lade Martell tage ham uforberedt og diktere tid og sted for slagene, sådan som hans far havde gjort, og han koncentrerede sig i stedet om at indtage en betydelig del af sletterne ved kysten rundt om Narbonne og Arles i 736. Derfra planlagde han at bevæge sig fra by til by og befæste dem undervejs. Hvis Martell ønskede at forhindre dem i at lave en permanent enklave, som kalifatet kunne ekspandere fra, måtte han komme til dem i åbent land, hvor generalen i modsætning til sin far ville diktere slagpladsens placering.
Alt gik som han planlagde, indtil Martell ankom, rigtig nok ganske vist en del hurtigere end maurerne troede, at han kunne klare at samle en hel armé. Men desværre for Rahmans søn havde han overvurderet den tid, det ville tage Martell at udvikle et tungt kavaleri, som var lige så godt som muslimernes. Kalifatet troede, det ville tage en generation, men Martell klarede det på fem år. Forberedt på at møde den frankiske falanks var muslimerne til gengæld totalt uforberedt på at stå ovenfor en blandet styrke af tungt kavaleri og infanteri i falanks. Dermed blev Karl igen kristendommens beskytter og standsede den muslimske ekspansion ind i Europa, eftersom tiden for muslimsk evne til at ekspandere nærmede sig slutningen. Disse nederlag var det sidste store forsøg på en udvidelse af umayyad–kalifatet før ødelæggelsen af dynastiet i slaget ved Zab.

### Interregnum
Ved afslutningen af Karls felttog i Provence og Septimania døde kong Teoderik IV i 737. Martell, som kaldte sig major domus og princeps et dux Francorum, udnævnte ikke nogen ny konge, og ingen krævede det. Tronen var ubesat, indtil Martell døde. Som historikeren Charles Oman siger, "han interesserede sig ikke for navn eller titel, når bare den reelle magt var i hans hænder". Nowich slutter sig til Oman og siger:
"Han holdt ikke noget hof, brød sig ikke om titler, og tanken om en krone morede ham. Alt, hvad der interesserede ham, var magtens virkelige indhold, og hvad der kunne gøres med den. Han mente, at han havde et kald med at passe på det, som hans forfædre havde kæmpet så hårdt for at opbygge efter det Vestromerske riges fald, og han var fast besluttet på ikke at lade det gå til grunde under hans embedsperiode. En mand med sådan en enorm magt, den virkelige herre over datidens Europa, brød sig ikke om at vise sig frem, men koncentrerede sig om resultaterne."
Perioden med interregnum, dvs. de sidste fire år af Karls liv, var mere fredelige end størstedelen havde været, og meget af denne tid blev nu brugt på administrative og organisatoriske planer om at skabe en mere effektiv stat. Men han fik dog sakserne i Westfalen til at anerkende sig og at betale skat i 738, og han nedkæmpede et oprør i Provence, der var ledet af Maurontus i 739. Karl satte gang i at integrere de perifere områder i sit rige, så de blev bragt ind under den frankiske kirke. Han oprettede fire bispedømmer i Bayern (Salzburg, Regensburg, Freising og Passau) og gav dem Bonifacius som ærkebiskop og metropolit for hele Tyskland øst for Rhinen med sæde i Mainz. Bonifacius havde været under Karls beskyttelse fra 723, og helgenen selv forklarede sin gamle ven, Daniel af Winchester, at uden denne beskyttelse kunne han hverken administrere sin kirke, forsvare sine gejstlige eller forhindre kætteri. Det var Bonifacius, som havde forsvaret Karl med størst fasthed, da han tog kirkens områder for at betale sin hær i dagene, som førte frem til Poitiers, fordi han var én, som gjorde, hvad han kunne for at beskytte kristendommen. I 739 bad Pave Gregor 3. Karl om hjælp mod Liutprand. Men Karl hadede at kæmpe mod en tidligere allieret og ignorerede pavens bøn om hjælp. Alligevel viste pavens bøn om frankisk beskyttelse, hvor langt Martell var kommet fra den tid, hvor han var en hårsbred fra at blive bandlyst, og det satte scenen for hans søn og sønnesøn, så de bogstavlig talt omrokerede Italien efter pavens behov og beskyttelse.

## Død
Karl Martell døde den 22. oktober 741 i Quierzy-sur-Oise i det, som i dag er départementet Aisne i Picardiet i Frankrig. Han blev gravlagt i Saint Denis-kirken i Paris, og territorierne blev delt mellem hans voksne sønner et år tidligere. Karloman fik Austrasien og Alemannien (med Bayern som vasal), Pipin den yngre fik Neustrien og Burgund (med Aquitanien som vasall). Grifo fik ingenting, selv om nogle kilder antyder, at han var tiltænkt en landstribe mellem Neustrien og Austrasien.

## Arv
Ved begyndelsen af Karl Martells karriere havde han mange interne modstandere og følte, at han havde behov for at udnævne sin egen konge, Klotar IV, der havde krav på tronen. Mod slutningen derimod var dynamikken i styret af Frankerriget ændret, der var ikke behov for nogen merovingermarionet, hverken til forsvar eller for at skabe legitimitet. Karl delte sit rige mellem sine sønner uden modstand (selv om han ignorerede sin unge søn Bernhard, søn af Karl Martell). I mellemtiden styrkede han den frankiske stat ved en uafbrudt række af sejre, opnået gennem overlegent lederskab, over hærstyrker fra fjendtlige, fremmede nationer, som omsluttede riget på alle sider, heriblandt de hedenske saksere, som hans barnebarn Karl den Store ville kue fuldstændig, og maurerne, som han standsede på deres vej mod kontinental dominans.
Karl var én af de sjældneste personligheder i den mørke middelalder: en brillant, strategisk general, som også var en taktisk hærfører par excellence, i stand til at iværksætte sine planer midt i slagets kaos og mod sine fjenders styrker og bevægelser. Utroligt nok var han i stand til at besejre dem gentagne gange, særligt når de talmæssigt var langt mere overlegne både i forhold til mænd og våben, sådan som tilfældet var ved Poitiers. Karl havde den sidste kvalitet som definerer virkelig storhed hos militære førere: Han forudså farerne fra sine fjender og forberedte sig nøje mod dem. Han brugte terrænet, tid, sted og den intense loyalitet hos sine styrker til at neutralisere fjendernes overlegenhed i antal og våben. Han tilpassede sig igen og igen fjenden på slagmarken, ændrede roligt sin taktik for at kompensere for det uforudsete og det, som ikke kan forudses.
Han var også en dygtig administrator og hersker, og han organiserede det, som skulle blive Europas regeringssystem i middelalderen, et hierarki med loyalitet mod baroner, grever, hertuger og øverst kongen, eller i hans tilfælde, major domus (”rigshovmester”) og princeps et dux francorum. Hans tætte koordination mellem kirke og stat indledte også det middelalderlige mønster for dette styre. Han skabte den første vestlige, stående hær siden Roms fald. Totalt set ændrede han Europa fra at være horder af barbarer, som kæmpede mod hinanden, til organiserede stater.

### Begyndelsen påreconquista
Det tog endnu to generationer, før frankerne havde drevet alle de arabiske garnisoner ud af Septimanien og over Pyrenæerne, men Karl Martell standsede invasionen af frankisk jord og vendte bølgen af islamisk fremrykning. Foreningen af de frankiske kongedømmer under Martell, hans søn Pipin den Lille og hans barnebarn, Karl den Store skabte en vestlig magt, som forhindrede emiratet i Córdoba i at ekspandere over Pyrenæerne.
Martell var i 732 på grænsen til bandlysning, men blev i stedet anerkendt af kirken som dens vigtigste beskytter. Pave Gregor 2. skrev til ham mere end en gang og bad ham om beskyttelse og hjælp , og han forblev til han døde fast besluttet på at stoppe muslimerne. Martells søn holdt sin fars løfte, vendte tilbage og tog Narbonne efter belejring i 759, og hans barnebarn Karl den Store etablerede faktisk et Marca Hispanica på den andre siden af Pyrenæerne i dele af det, som i dag er Katalonien, generobrede Girona i 785 og Barcelona i 801. Denne del af det, som i dag er Spanien, blev senere kaldt "de mauriske marker" af karolingerne, som så på området ikke bare som et sted, hvor muslimerne skulle holdes i skak, men også som den basis, hvorfra resten af landet skulle tilbageerobres. Dette skabte en permanent bufferzone mod islam, sådan at frankerne sammen med kongen af Asturien, Pelayo (718–737), som indledte sin kamp mod maurerne med slaget i Covadonga i 722), og hans efterkommere, derfra kunne indlede den reconquista, som endte med, at alle muslimer blev kastet ud af Spanien.

### Militær arv
I sine visioner om, hvad der ville blive nødvendigt for ham for at modstå en større styrke med en overlegen teknologi (de muslimske rytterne havde stigbøjler, som var en forudsætning for det første tunge kavaleri, de pansrede ridderhære), og da han ikke vovede at sende sine få ryttere mod det islamske kavaleri, trænede han sin hær til at kæmpe i en formation, falanksen, der blev brugt af de antikke grækere, for at kunne modstå fjendens overlegne antal og moderne våben gennem disciplin, mod og villighed til at dø for sagen. Det skal bemærkes, at han trænede sine mænd året rundt hovedsageligt finansieret af midler fra kirken.
Efter at han udelukkende havde brugt denne infanteristyrke ved Poitiers, studerede han fjendens stærke sider og tilpassede sig dem yderligere. Til at begynde med brugte han stigbøjler og sadler fra fjendens døde heste, som blev samlet sammen på slagmarken, og rustninger fra de døde ryttere. Efter 732 begyndte han at integrere tungt kavaleri med stigbøjler og ringbrynjer i sin hær, og han trænede sit infanteri i at kæmpe sammen med kavaleriet, en taktik, som han fik god brug for i felttogene i 736 og 737, særlig i slaget ved Narbonne. Martells evne til at bruge det, han havde, og til at integrere nye idéer og teknologi, gav ham et rygte som brillant general allerede i ung alder. Den var grunden til, at han var ubesejret fra 716 til han døde, selv mod et vidt spektrum af fjender, heriblandt det muslimske kavaleri, som på den tid var verdens bedste, og de barbariske saksere på hans nordøstlige grænse. Desuden var han næsten altid talmæssigt underlegen. Hans indførelse af tungt kavaleri i vestlige styrker skabte de første "riddere" i Vesten. Processen med at udvikle det berømte ridderskab i Frankrig fortsatte via Pistres-ediktet til hans tipoldebarn, Karl den Skaldede.
De nederlag, som Martell påførte muslimerne, var livsvigtige i og med, at splittelsen i den islamske verden efterlod kalifatet ude af stand til at gennemføre et frontalangreb på Europa efter 750 fra dets brohoved i Iberia. Hans evne til at møde denne udfordring før muslimerne gik i opløsning, er af største betydning, og det er derfor, Dante i sit værk anbringer ham i himlen som en af "troens forsvarere". Efter 750 var det iberiske emirat ved Europas bagdør i hænderne på umayyaderne, mens næsten hele det øvrige, muslimske imperium kom under abbasidernes kontrol, hvad der gjorde en invasion af Europa til en logistisk umulighed, mens de to imperier kæmpede indbyrdes. Det udsatte den islamiske invasion af Europa til tyrkernes erobring af Balkan et halvt årtusinde senere.
Det skal bemærkes, at ganske som hans barnebarn, Karl den Store, skulle blive berømt for sine hurtige og uventede bevægelser i sine felttog, var Karl Martell legendarisk for at være dér, hvor han ikke var ventet, og han gjorde aldrig det, hans fjender forventede, han skulle gøre. Det var denne evne til at gøre det uforudsete og bevæge sig meget hurtigere, end hans modstandere troede, han kunne, der karakteriserede Karl Martells militære karriere.
Det er også interessant at vikingerne ikke indledte deres forfærdelige plyndringstogter, før Martells barnebarn, Karl den Store, var død. De havde skibskapaciteten til at begynde disse togter mindst tre generationer tidligere, men valgte ikke at udfordre Martell, Pipin eller Karl den Store. Dette var sikkert heldigt for Martell, som til trods for sin enorme begavelse sandsynligvis ikke kunne have klaret at slå vikingerne tilbage samtidig med muslimerne.

## Familie og børn
Karl Martell giftede sig to gange:
1. Chrotrud eller Rotrude (690–724), med børnene:
  1. Hiltrude (d. 754), som blev gift med Odilo 1. af Bayern, hertug af Bayern.
  2. Karloman
  3. Landres af Hesbaye, som blev gift med Sigrand, greve af Hesbanien.
  4. Auda eller Alane, der blev gift med Teoderik 4., greve af Autun og Toulouse.
  5. Pipin den Lille
2. Swanachild, med børnene:
  1. Grifo
  2. Bernard (født ca 700)